# Microsomatidia reticulata
Microsomatidia reticulata – gatunek chrząszcza z rodziny kózkowatych i podrodziny zgrzypikowych. Jedyny przedstawiciel rodzaju Microsomatidia.

## Zasięg występowania
Gatunek ten występuje na Nowej Kaledonii.